# Elisabeth Willeboordse
Elisabeth Willeboordse (Middelburg, 14 de setembre de 1978) és una esportista neerlandesa que va competir en judo.
Va participar en els Jocs Olímpics de Pequín 2008, obtenint una medalla de bronze en la categoria de –63 kg. Va guanyar dues medalles al Campionat Mundial de Judo, plata en 2009 i bronze en 2007, i tres medalles al Campionat Europeu de Judo entre els anys 2005 i 2010.

## Palmarès internacional
| Jocs Olímpics     | Jocs Olímpics              | Jocs Olímpics | Jocs Olímpics |
| Any               | Lloc                       | Medalla       | Categoria     |
| ----------------- | -------------------------- | ------------- | ------------- |
| 2008              | Pequín ( R.P. de la Xina)  | 3             | –63 kg        |
| Campionat Mundial |                            |               |               |
| Any               | Lloc                       | Medalla       | Categoria     |
| 2007              | Rio de Janeiro ( Brasil)   | 3             | ?63 kg        |
| 2009              | Rotterdam ( Països Baixos) | 2             | –63 kg        |
| Campionat Europeu |                            |               |               |
| Any               | Lloc                       | Medalla       | Categoria     |
| 2005              | Rotterdam ( Països Baixos) | 1             | –63 kg        |
| 2006              | Tampere ( Finlàndia)       | 3             | –63 kg        |
| 2010              | Viena ( Àustria)           | 1             | –63 kg        |